# Atomsemiotik

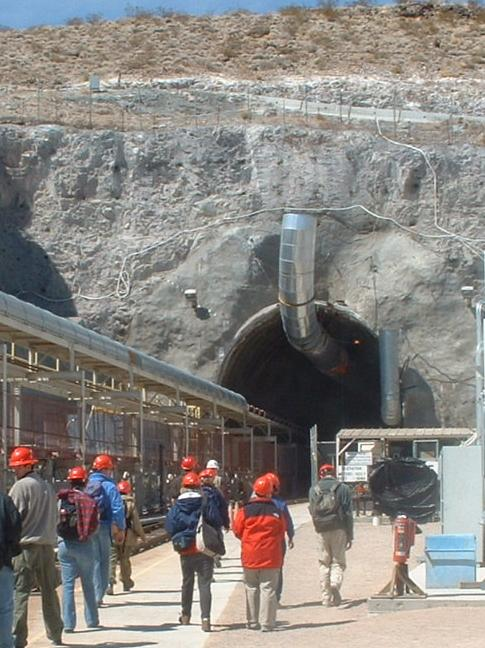
Eingang zum Yucca Mountain

Herkömmliches Warnsignal Radioaktivität W05: „Warnung vor radioaktiven Stoffen oder ionisierenden Strahlen“

Verständlichere Warnung vor radioaktiver Strahlung laut ISO 21482 seit 2007

Atomsemiotik ist eine Richtung der Semiotik, also die „Lehre von den Zeichen, die im Rahmen von mit Atomenergie verbundenen Problemen nutzbar gemacht werden kann“. Im engeren Sinn ist es die Anwendung der Semiotik, um Warnungen vor Gefahren des Atommülls an die Nachwelt zu entwerfen.
Die Forschungsrichtung entstand im Jahr 1981, als in eine Arbeitsgruppe zur dauerhaften Sicherheit von Atommüll („Human Interference Task Force“) im Auftrag der US-Regierung und des Bechtel-Konzerns auch der Semiotiker und Linguist Thomas Sebeok berufen wurde. Er verfasste ein eigenes Kapitel des Abschlussberichts. Im deutschsprachigen Raum wurde die Atomsemiotik bekannt, als Roland Posner von der Arbeitsstelle für Semiotik der Technischen Universität Berlin 1982/83 zwölf internationale Wissenschaftler aus Ost und West um Beiträge für eine Themenausgabe der Zeitschrift für Semiotik bat, die 1984 erschien. Seitdem wird das Thema sowohl ernsthaft als auch als Kuriosität immer wieder aufgegriffen.
Seit 2011 befasst sich eine gemeinsame Arbeitsgruppe der Nuclear Energy Agency und der OECD mit der Frage des „Erhalts von Daten, Wissen und Erinnerungen über Generationen“ anhand des Umgangs mit Atommüll und erarbeitet dabei neue Konzepte.

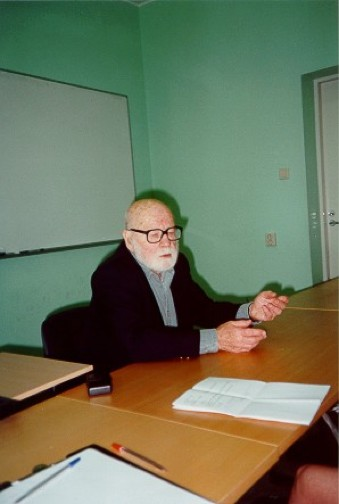
Thomas Sebeok

## Problemstellung
Durch den Betrieb von Kernkraftwerken, Waffenfabriken, Forschungszentren und anderen kerntechnischen Einrichtungen erzeugen Industrienationen radioaktive Stoffe in solchen Mengen, dass ihre gesundheitlichen Wirkungen noch in Tausenden von Jahren tödlich sein können. Die Nukleartechnik führt also zur ethischen Verantwortung, die radioaktiven Stoffe für diesen langen Zeitraum von der Biosphäre fernzuhalten. Es gibt aber keine Einrichtung, die in der Lage ist, kontinuierlich für Tausende von Jahren das notwendige Wissen zu erhalten und verantwortlich mit den Langzeitfolgen umzugehen, denn die Zeitdimensionen übersteigen die bisherigen menschlichen Maßstäbe. Vergleichbare Aufgaben ergeben sich auch bei anderen besonders komplexen technischen Systemen wie der Gentechnik, Landminen, Giftmüll-Deponien und Weltraumschrott, aber auch bei der Notwendigkeit, Informationen über besondere Ereignisse über lange Zeit zu bewahren, wie beim Gedenken an den Holocaust. Als vergleichbar gilt auch die interstellare Kommunikation. Aus letzterem wird eine Verwandtschaft zwischen der Atomsemiotik und Kommunikationsversuchen wie der Pioneer-Plakette, der Arecibo-Botschaft und der Voyager Golden Record abgeleitet.
Drei Dinge müssten der Nachwelt mitgeteilt werden:
- dass es sich überhaupt um eine Mitteilung handelt,
- dass an einer bestimmten Stelle gefährliche Stoffe lagern,
- Informationen über die Art der gefährlichen Substanzen.

Die Warnung muss auch glaubhaft sein, damit nicht die Adressaten zwar den Inhalt verstehen, ihn aber nicht als Warnung vor der Gefahr ansehen, sondern glauben, dass damit wertvolle Schätze vor unbefugtem Zutritt geschützt werden sollen. Sebeok verwies dazu auf die Legende vom Fluch des Pharao.
Staatliche Institutionen überdauern selten mehr als einige hundert Jahre. Religionen können über längere Zeiträume bestehen, aber auch sie „sind kaum älter als ein paar tausend Jahre und haben nicht naturwissenschaftliche Informationen, sondern Mythen überliefert.“ Für die USA wurde der zeitliche Horizont für Markierungen auf 10.000 Jahre festgelegt; in Deutschland hingegen haben Wissenschaftler, Atomkraftbefürworter und Atomkraftgegner im Rahmen von Analysen des Arbeitskreises Auswahlverfahren Endlagerstandorte (AkEnd) festgelegt, dass Atommüll für einen Zeitraum von einer Million Jahren sicher von der Biosphäre abgeschlossen werden muss – das wären rund 30.000 (Menschen-)Generationen. Andererseits hat die schriftlich tradierte Geschichte der Menschheit bis jetzt gerade eine Dauer von 5.000 Jahren. Mögliche Warnungen in Keilschrift werden nur von Experten, solche in der Indus-Schrift von niemandem verstanden.

## Geschichte
Auf die Problematik, Atommüll-Endlager langfristig zu sichern, wurde bereits 1972 hingewiesen, konkrete Vorschläge wurden ab 1981 gemacht. In den USA gab Präsident Jimmy Carter 1979 nach dem Unfall im Kernkraftwerk Three Mile Island aus Sicherheitsgründen das Konzept des geschlossenen Plutoniumkreislaufs mit einem Schnellen Brüter auf. Die Endlagerung von Atommüll und seine Sicherheitsaspekte rückten in den Vordergrund. Als Standort wurde der Yucca Mountain in Nevada ausgewählt. Zu Fragen der Sicherheit wurde der Nuclear Waste Policy Act erlassen.
1980 berief die Bechtel Corporation im Auftrag der US-Regierung verschiedene Arbeitsgruppen, die sich einerseits mit der technischen Gestaltung und Sicherheit des Atommüllendlagers und andererseits mit dem langfristigen Schutz von Atommülllagern vor dem Eindringen von Menschen befassten. Der Ansatz war wie bei der Veröffentlichung von 1972 davon geprägt, dass der Atommüll weniger gefährlich, als vielmehr gefährdet wäre. 1981 stellen die Mitglieder der zweiten Arbeitsgruppe Human Interference Task Force fest, dass sie sich auch zur Kommunikation über Jahrtausende Gedanken machen müssten, und beriefen den Semiotiker und Linguisten Thomas Sebeok in das zu diesem Zeitpunkt dreizehnköpfige Team.
Auf den Bericht Sebeoks aus der Arbeitsgruppe reagierte der deutsche Semiotiker Roland Posner, der die Arbeitsstelle für Semiotik der Technischen Universität Berlin leitete. Er plante eine Themenausgabe der von ihm herausgegebenen Zeitschrift für Semiotik, für die er 1982 zwölf internationale Wissenschaftler aus Ost und West um Beiträge bat. Sie erschienen 1984. 1990 erschienen die Beiträge sowie eine Aktualisierung durch Posner als Buch.

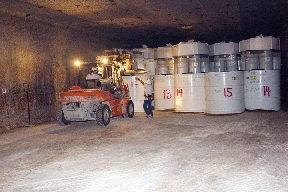
Kaverne im Waste Isolation Pilot Plant

1990 verzögerte sich das geplante Endlager im Yucca Mountain, dafür wurde das Projekt Waste Isolation Pilot Plant (WIPP) bei Carlsbad in New Mexico als Alternative deutlich. Daher beriefen die Sandia National Laboratories im Auftrag des Energieministeriums der Vereinigten Staaten eine neue Arbeitsgruppe namens Future Panel ein. Sie bekam den Auftrag ausgehend von der Arbeit der Human Interference Task Force Szenarien zu entwerfen, wie die Menschheit sich in den folgenden 10.000 Jahren entwickeln könnte. Daraus sollen Arten und Wahrscheinlichkeiten für ein ungewolltes Eindringen in das Atommülllager abgeleitet werden. Im Bericht der Arbeitsgruppe wurden Vorstellungen von kulturellen Brüchen und technischem Wandel zusammengestellt, darunter auch solche, die in der Literatur als „phantastisch“ bezeichnet wurden. Geopolitische und sprachliche Veränderungen, Bevölkerungswanderungen, globale Katastrophen wurden gleichermaßen diskutiert wie eine „Feministische Welt“, in der „Wissenschaft des 20. Jahrhunderts als fehlgeleitete, epistemologische Arroganz von aggressiven Männern“ abgewertet wurde. Markierungen und Warnungen am Endlager würden „als Beispiel für minderwertiges, ungeeignetes und verqueres männliches Denken“ ignoriert. Ein weiteres Szenario umfasste eine Welt des radikalen Relativismus basierend auf Thomas S. Kuhn und Herbert Marcuse. In dieser Welt würden Menschen die Warnungen als für ihre Gesellschaft bedeutungsloses Ergebnis einer inkommensurablen Perspektive betrachten. Das Future Panel verwies in seiner Arbeit auf die generellen Schwächen von lokalen Markierungen, deren dauerhaftes Verständnis nicht vorausgesetzt werden könnte.
Später im selben Jahr 1990 wurde ein Marker Panel eingesetzt. Hier waren wieder explizit Semiotiker berufen, zusammen mit anderen Fachrichtungen lokale Markierungen und Warnungen zu entwerfen. Zwei parallel arbeitende Gruppen legten ihre Entwürfe 1991 vor. Beide waren sich einig, dass einerseits geschriebene Nachrichten für die nähere Zukunft von 100 bis 500 Jahren wichtig wären, sie sich aber nicht auf Texte alleine verlassen könnten. Beiden war auch gemeinsam, dass sie die Oberfläche über dem Endlager bewusst gestalten wollten, um schon durch Formen die Gefahr auszudrücken. Sie unterschieden sich aber erheblich in der Wahl der Gestaltung.
1994 entschied das US-Energieministerium, dass keiner der Vorschläge umgesetzt werden würde. Stattdessen griff das Ministerium nur die Markierungen aus dem konventionelleren der beiden Entwürfe heraus, ergänzte sie um weitere Texte und verwarf die großflächige Gestaltung der Oberfläche. Dieser Entwurf soll laut derzeitiger gesetzlicher Vorgabe umgesetzt werden, nachdem das Endlager WIPP gefüllt und verschlossen ist, sowie weitere 100 Jahre eines „aktiven Monitorings“ vergangen sind. Das wird nicht vor dem Jahr 2133 der Fall sein. Daher ist nicht absehbar, ob der Entwurf jemals und wenn ja in der beschlossenen Form umgesetzt wird.
In der Schweiz wurde 2010 eine Literaturstudie vorgelegt, die die international veröffentlichten Modelle zur Markierung von Atommülllagern zusammenstellt. Das Schweizerische Bundesamt für Energie kam damit einer Vorgabe des Kernenergiegesetzes nach, das eine dauerhafte Markierung von Tiefenlagern vorschreibt. Die konkrete Ausarbeitung einer Schweizer Lösung ist Aufgabe der Nationalen Genossenschaft für die Lagerung radioaktiver Abfälle.
2012 beauftragte die schwedische Atombehörde Archäologen, ein System langfristiger Überlieferungen zu entwerfen. Das Projekt an der Linné-Universität in Kalmar erarbeitete Grundsätze, die davon ausgehen, dass jede Generation überliefertes Wissen für sich selbst interpretiert. Daher kann eine direkte Übermittlung nur an die nahe Zukunft möglich sein.
Ein gemeinsames Programm der Nuclear Energy Agency und der OECD betrieb von 2011 bis 2018 ein Radioactive Waste Management Committee. Im September 2014 fand eine erste internationale Konferenz zu Preservation of Records, Knowledge and Memory of Radioactive Waste across Generations statt. Bis 2018 wurden in einer Phase II konkrete Vorschläge gesammelt. Als Ergebnis wurden nicht allgemein anwendbare Lösungen präsentiert, sondern ein Werkzeugkasten definiert, der jeweils individuell anzupassen und zu ergänzen ist.

## Lösungsvorschläge
Dem Grundsatz nach greifen alle seitdem veröffentlichten Ansätze einen von zwei Aspekten auf oder kombinieren sie: Zeichen im weitesten Sinne, die über den projektierten Zeitraum bestehen sollen, und die Vermittlung von deren Bedeutung.

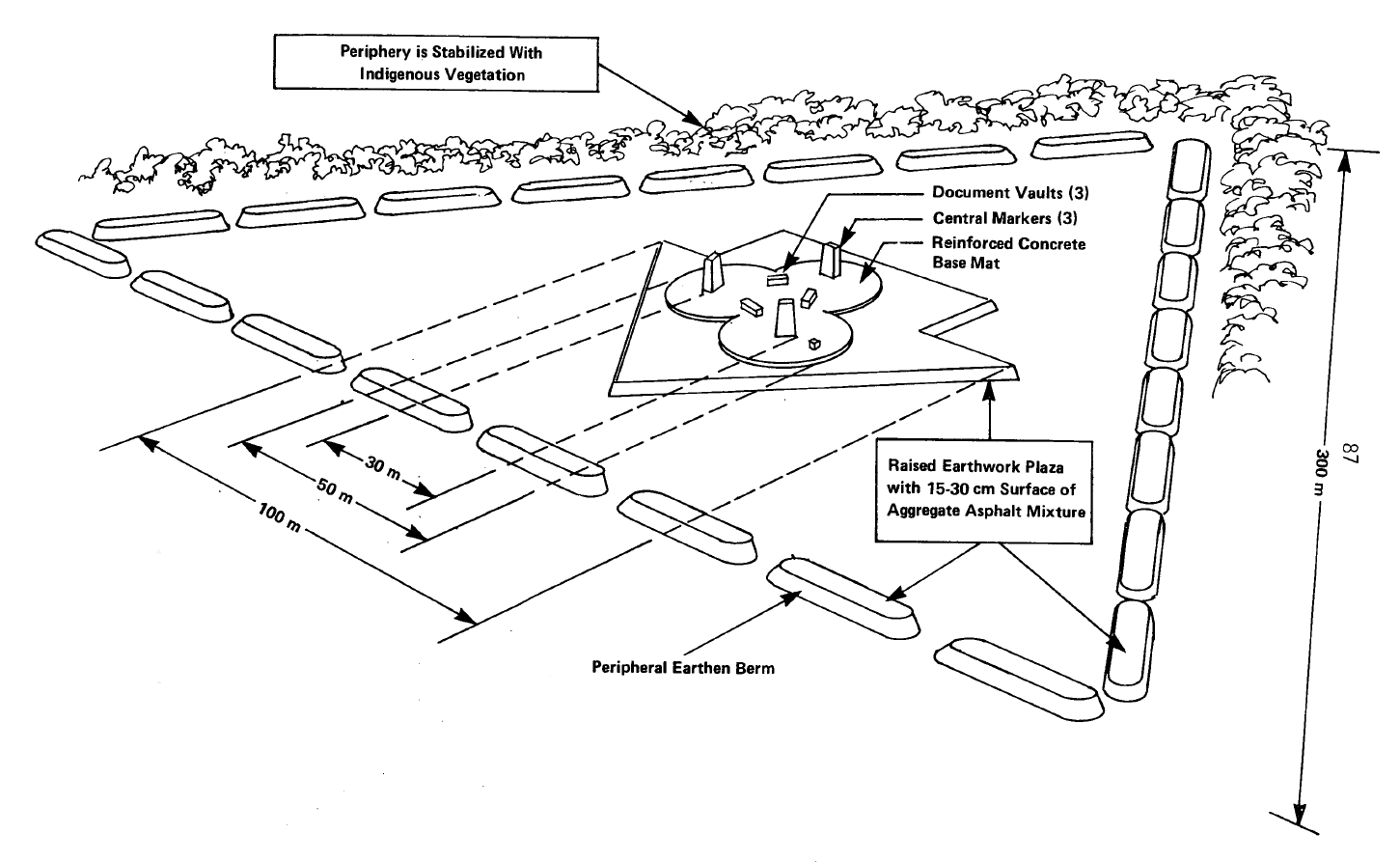
Der Entwurf der Human Interference Task Force

Der ursprüngliche Vorschlag der Human Interference Task Force bestand aus einer großflächigen Anlage an der Erdoberfläche oberhalb des Endlagers. Das Zentrum sollte durch ein Monument markiert werden, das aus einem dreieckigen Platz von 300 m Kantenlänge besteht, umgeben von Erdwällen. In der Mitte des Platzes eine Bodenplatte in Form des Logos für Biogefährdung, darauf drei Obelisken und drei Dokumenten-Tresore. Die Obeliske sind mit Warnungen in verschiedenen Sprachen von UN-Staaten beschriftet, in den Tresoren werden Informationen über den Atommüll und seine Gefahren hinterlegt. In einem Umkreis von 1000 Metern um das zentrale Monument sollen Stelen mit Warnungen in verschiedenen Sprachen errichtet werden. In der späteren Debatte kam der Vorschlag auf, dass spätere Kulturen den Kreis der Stelen nach außen erweitern sollten und die neuen Warnungen in den jeweils aktuellen Sprachen gehalten werden sollten.
Der Linguist Thomas Sebeok setzte in seinem vom Rest der Arbeitsgruppe gesondert veröffentlichten Bericht auf Redundanz als zentralem Prinzip. Als Mittel schlug er sprachliche Überlieferungen vor; die Menschen sollten sich aktiv an das Lager erinnern. Dazu sollte ein „künstlich geschaffenes Ritual“ für die Öffentlichkeit geschaffen werden, das „nicht an bestimmte geografische Gegenden oder an irgendeine Sprache oder Kultur gebunden“ sein solle. In diesem Ritual sollte in Form einer Legende vermittelt werden, dass bestimmte Orte mit einer tödlichen Gefahr verbunden sind. Die tatsächlichen Hintergründe der Gefahr würden nur einer Elite bekannt sein, die aus technisch Gebildeten zusammengesetzt wäre und durch Kooptation ihre Nachfolger selbst bestimmt. Sebeok wählte für diese Elite den Begriff einer „Atompriesterschaft“ (atomic priesthood). Mit priesthood verwandte er einen Begriff, der bereits in der ersten Darstellung von 1972 vorkam. Damals und bei Sebeok bezog er sich auf die Dauerhaftigkeit der Verpflichtung, die die Menschheit mit der Produktion von Atommüll eingegangen war.
Die folgende Diskussion brachte Vorschläge hervor, die kurios wirken. Die Mehrzahl der Befragten schlug diverse Verfahren vor, wie Atommülllager durch monumentale Bauten oder andere technische Mittel angezeigt werden sollten, oftmals verbunden mit Verfahren, durch die Warnungen periodisch oder bei Bedarf an Wandel bezüglich Sprachen und der Kodierung der verwendeten Zeichen angepasst werden sollten.
Eine Reihe der befragten Wissenschaftler ergänzten inhaltliche Überlegungen mit Bedenken, bezüglich der Voraussetzungen oder der Fragestellung als ganzer. So sprach Stanislaw Lem die beiden grundsätzlichen Möglichkeiten an, Zeichen über lange Zeiträume zu erhalten: Unveränderliche Objekte, etwa aus Edelmetallen, oder biologische Kodierungen in genetischem Material, das sich durch eigene Fortpflanzung erhält. In diesem Kontext schlug er Strahlenkatzen vor, die mittels gezielter genetischer Manipulation durch ihre Fellfärbung die Anwesenheit von Radioaktivität anzeigen sollen. Lem erhob aber zugleich Bedenken über die Wirksamkeit solcher Methoden und sprach das Fehlen von jeglichen internationalen, vorsätzlich an die Gegenwart adressierten Nachrichten aus der Vergangenheit an und drückte seine Skepsis über den Erhalt der Bedeutung von Zeichen aus, auch in kontextfreier Kodierung. 2017 kündigte die DARPA an, genetische Experimente an Pflanzen fördern zu wollen, um diese als Detektoren für chemische, biologische sowie radiologische Gefahren einzusetzen.
In der aktualisierten Buchausgabe fügte Posner 1990 ein thematisch erweitertes Konzept hinzu: Er schlug einen demokratisch gewählten Zukunftsrat vor, der als Verfassungsorgan langfristige Entscheidungen kontrollieren sollte. Ein solcher Zukunftsrat solle in jedem Staat und bei den Vereinten Nationen gebildet werden. Er sieht diesen Vorschlag als Antwort auf das durch die Atomtechnik notwendige „bis dahin unbekannte Maß an Zukunftsplanung“, das nur „mit dem Kampf um die Beherrschung des Feuers“ vergleichbar sei.
Die bislang konkretesten Vorschläge erarbeiteten die beiden Gruppen des Marker Panels 1991 für das Waste Isolation Pilot Plant.
Das erste Team schlug eine vierstufige Nachricht vor. Die erste Nachricht sind großflächige Erdwerke, die die Form des traditionellen, dreistrahligen Radioaktivitäts-Symbols oder die Form eines Totenkopfes haben könnten. Alternativ kamen unregelmäßige, nach außen zeigende Wälle in Frage. Sie vermitteln, dass es sich um eine Nachricht handelt, dass die Absender die Nachricht für wichtig halten und sich selbst für mächtig. Außerdem haben sie das Ziel, den Ort als negativ und gefährlich zu markieren. An den Erdwerken oder in ihrem Inneren würden Monolithe errichtet, auf denen Nachrichten weiterer Stufen angebracht sind. Die zweite Stufe ist eine kurze schriftliche Warnung verbunden mit Symbolen von zwei Gesichtern mit stark negativem Ausdruck: Ein Gesicht, das an Edvard Munchs Bild Der Schrei angelehnt ist, sowie ein symbolisches Gesicht, das Irenäus Eibl-Eibesfeldt als Ausdruck von Übelkeit entworfen hat. Die beiden nächsten Stufen sind detaillierter und enthalten ausführliche Texte zur Art der Gefahr, verbunden mit hoch komplexen Symbolen und Diagrammen, die einer entwickelten Zivilisation auch ohne gemeinsame Sprache Informationen über die Gefahr, ihren Ort und ihre Dauer vermitteln sollen. Den Designern war wichtig, dass in ihrem Entwurf das Zentrum leer bliebe: „Für Menschen ist das Herstellen eines Zentrums (Wir sind hier) der erste Akt des Ordnens im Chaos. Ein Zentrum war immer ein hoch geschätzter Ort […] In diesem Projekt wollen wir diese symbolische Bedeutung umkehren und vermitteln, dass dieses Zentrum kein Ort von Privilegien, Ehre oder Wert ist, sondern sein Gegenteil.“ [Dieses Zentrum ist] „unbewohnt, verachtet, eine Leere, ein Loch, ein Un-Ort.“
Das zweite Team wollte einerseits auf soziale Praktiken setzen, die im Umfeld der Endlagers etabliert werden sollten. Darunter war die Anregung einer dauerhaften Fellowship, mit der alle 25 Jahre ein Nachwuchswissenschaftler die Lagerstätte besuchen und die Gefahren-Szenarien neu bewerten solle. Andererseits sollte die Gefahr schon durch die Gestalt des Lagers unmittelbar ausgedrückt werden. Die Arbeitsgruppe schlug ein Dickicht aus gewaltigen Dornen vor, die weit über die Dimensionen eines Menschen hinaus ragen. Alternativ wäre eine großflächige glatte, schwarze Fläche in Frage gekommen. Im Zentrum sollte eine Struktur errichtet werden, in der Piktogramme, Texte, Diagramme und wissenschaftliche Abbildungen die Einzelheiten über die Gefahr durch das Endlager vermitteln sollten.
In Frankreich wurde 1994 das Lager Centre de la Manche für schwach- und mittelradioaktive Abfälle geschlossen. Die Aufsichtsbehörde ANDRA unterhält das Lager weiterhin und betreibt ein Programm zum dauerhaften Erhalt der Dokumentation der Einrichtung. Außerdem leitet die Behörde seit 2006 ein Forschungsprogramm zur Langzeit-Erinnerung.

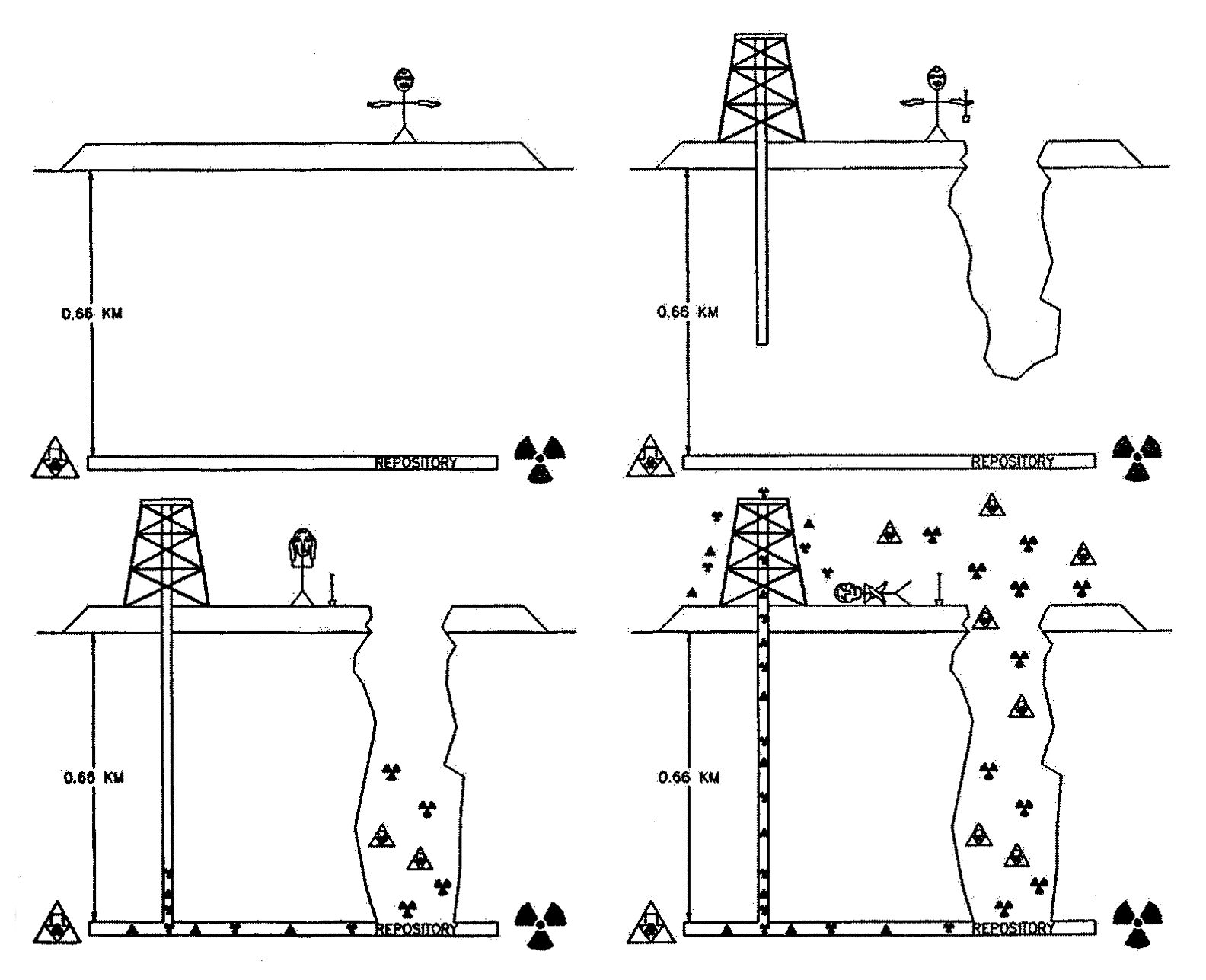
Piktogramm des US-Energieministeriums, 2004

2004 verwarf das US-Energieministerium die bisherigen Entwürfe und entschied sich nur das System der Monolithe aus dem ersten, dem konventionelleren der beiden Designs zu verwenden, sowie dessen hoch-artifiziellen Symbole durch Texte und herkömmliche Piktogramme zu ersetzen. Das Dokument sieht 32 Monolithe vor, die ein Quadrat bilden, in dessen Innerem 3 Kilometer lange Erdwälle 16 weitere Monolithe einschließen. Auf diesen steht in Englisch, Spanisch, Russisch, Französisch, Chinesisch, Arabisch und einer lokalen Sprache, für die Navajo vorgesehen ist: „Hier liegt gefährlicher radioaktiver Abfall. Auf keinen Fall graben oder bohren.“ Im Zentrum sind detailliertere Informationen zusammen mit Comic-artigen Illustrationen vorgesehen, einmal über der Erde, einmal in einer unterirdischen Kammer. Das Warnsystem soll erst installiert werden, wenn das Endlager voll und eine einhundertjährige Abklingzeit unter Kontrolle des US-Energieministeriums vergangen ist, nach der das Lager versiegelt werden soll. Dies ist für etwa 2133 vorgesehen. Daher ist völlig unklar, ob diese Planung umgesetzt werden wird.
Ein neuer Vorschlag wurde 2012 veröffentlicht: Ein Schweizer Geologe und Sozialwissenschaftler schlug zur Markierung von Atommüll-Endlagern vor, zehn- bis hunderttausende Tonscherben mit Warnsymbolen in der Umgebung auszustreuen und oberflächlich zu vergraben. „Das Material darf nicht wertvoll sein, da es sonst gestohlen wird.“ Außerdem müssten die Bewohner der Region in die Überlieferung einbezogen werden. Als Symbole schlug er jedoch die bekannten Totenköpfe oder Strahlenzeichen vor, ohne auf die bisherigen Überlegungen zur Atomsemiotik einzugehen.

## Rezeption
Die Atomsemiotik versteht das ungelöste Problem des Atommülls als Kommunikationsproblem. Die bisher erarbeiteten Lösungen gelten aber als teils kurios und absurd und wurden noch nicht umgesetzt. Sie wird mit „gängigen Science-Fiction-Ideen der Achtzigerjahre“ in Verbindung gebracht. Sebeok selbst nannte Jahre später die Benennung seiner Experten als Atompriesterschaft einen Fehler, da sowohl die beteiligten Wissenschaftler wie die Fachöffentlichkeit den Begriff als absurd ansahen und weder seine Vorschläge noch das Problem ernst nahmen. Umberto Eco fand es „kurios“, dass bei Sebeoks Analyse am Ende ein narrativer Typ übrig bleibe, der die jahrtausend-alte Menschheitsgeschichte wiederhole: Nach dem Verschwinden der Ägypter wären ihre Texte als Mythos erhalten geblieben, sie hätten das Interesse wachgehalten, bis sie entziffert werden konnten.
Schon 1984 wurde aber von dem Semiotiker Marshall Blonsky auch fundamentale Kritik erhoben: Die Lösungsvorschläge seien autoritär und von Ängsten bestimmt; sie würden von einer Spaltung zwischen Eliten und einer uninformierten Allgemeinheit ausgehen. Ein anderes Argument von Susanne Hauser sieht die Suche nach einer Problemlösung durch die Atomsemiotik als nachrangig an, solange keine technischen Mittel bestünden, Atommüll überhaupt gegen Naturgefahren dauerhaft zu sichern.

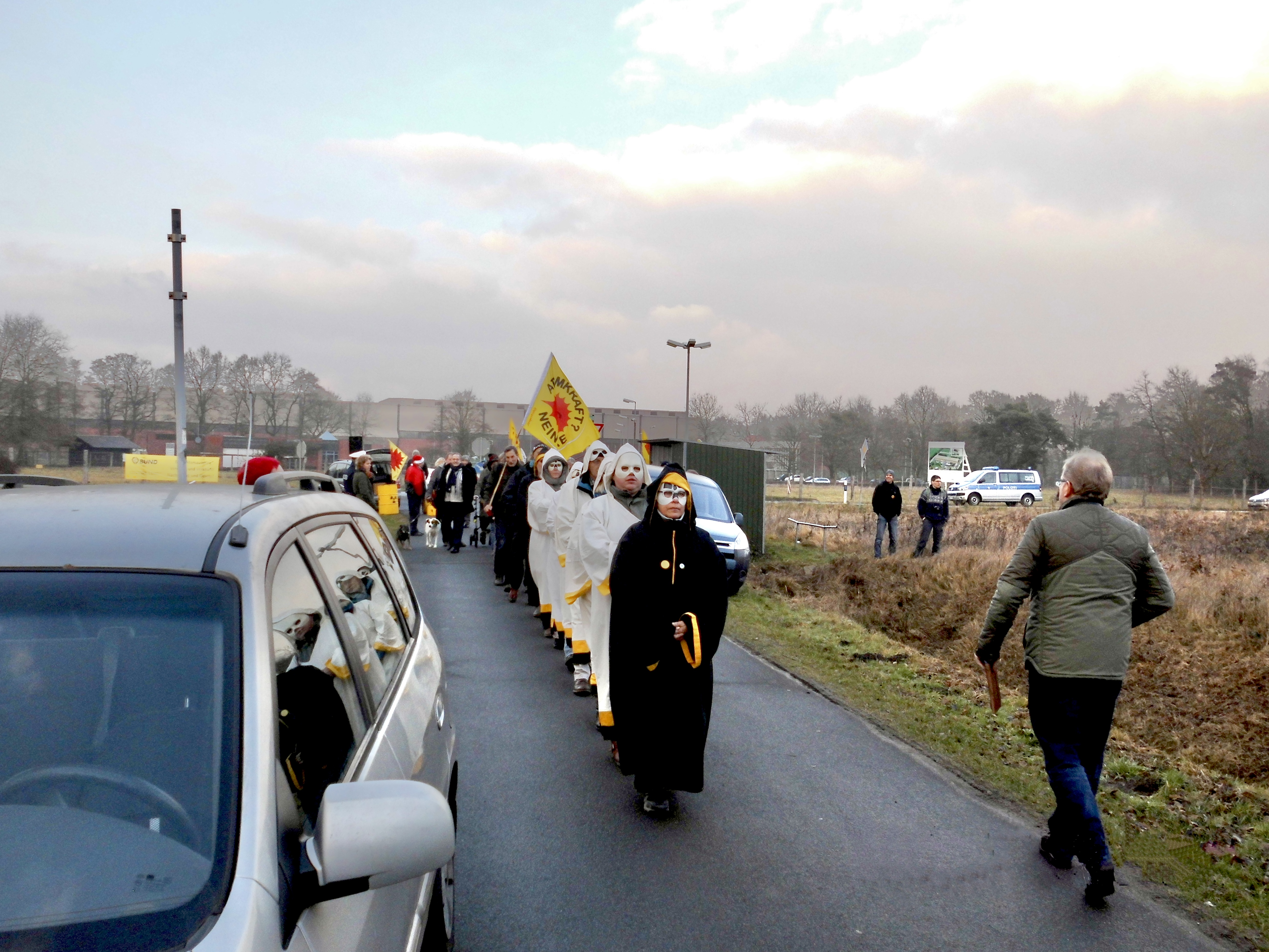
Atompriester als Demonstranten 2016 in Ahaus

Im politischen Kampf gegen Atomenergie und für eine demokratisch kontrollierte „Endlagerung“ des Atommülls wurde etwa ab 2004 im Wendland die Idee einer Gemeinschaft („Priesterschaft“) von einer Widerstandsgruppe aufgegriffen u. a. mit einem Straßentheater und einer kreativen Performance. Wiederholt wurde das inzwischen von Medien und Künstlern aufgegriffen bzw. unterstützt: So während der „Stillen Tage in Gorleben“ mit den „Trash-People“ durch HA Schult im/am geplanten Endlager in Gorleben/Gedelitz (2004) und in einem Comic (2013) entwickelt im Künstlerdorf Schöppingen (Kunstprojekt/Broschüre zu den „Atomianern“ ). Seit 2004 sind die „Atomianer“ bei Aktionen der Anti-Atom-Bewegung gelegentlich zu sehen (siehe u. a.:). In Köln gab es 2024 eine Ausstellung zur Atomsemiotik mit einem Schwerpunkt zu den „Atomianern“, „One Million Years“  Fotografie – Jann Höfer und Martin Lamberty, und im Münsterland 2024 eine Wanderausstellung (mit einem Gewand der „Atomianer“) „Das Atomzeitalter in Westfalen“:
Annette Hug, hat die Atomsemiotik-Frage bzw. die Atomianer-Thematik mit einem Roman aufgegriffen (Tiefenlager, Heidelberg 2021).
Die konkreten Entwürfe für das WIPP-Endlager werden negativ bewertet:

„Das WIPP-Projekt enthält das Eingeständnis, dass es seinen Zweck nicht erfüllen kann. Es ist nicht möglich, die Abfälle für den vorgegebenen Zeitraum zu sichern. Er ist einfach zu lang. Aber wir haben einen Plan, der wie eine Lösung aussieht, obwohl er zugibt, dass es keine Lösung geben kann.“